# Megalomus marginatus
Megalomus marginatus är en insektsart som beskrevs av Banks 1910. Megalomus marginatus ingår i släktet Megalomus och familjen florsländor. Inga underarter finns listade i Catalogue of Life.